# Battaglia di Vellinghausen
La battaglia di Vellinghausen o battaglia di Villinghausen venne combattuta tra il 15 e il 16 luglio 1761 nelle vicinanze dell'odierna Welver (all'epoca Vellinghausen) nella Germania nord-occidentale, nell'ambito dei più vasti eventi della guerra dei sette anni. La battaglia vide affrontarsi un'armata congiunta di truppe del Regno di Gran Bretagna, dell'Elettorato di Hannover, del Regno di Prussia e di altri Stati tedeschi minori guidata da Ferdinando di Brunswick-Wolfenbüttel, e un'armata del Regno di Francia sotto i marescialli Victor-François de Broglie e Carlo di Rohan-Soubise.
Le due armate francesi mossero all'attacco delle forze anglo-tedesche di Ferdinando attestate in posizione difensiva tra i fiumi Lippe e Ahse; le forze di de Broglie lanciarono un deciso attacco all'ala sinistra di Ferdinando mettendola sotto forte pressione ma, in contrasto con il suo pari grado, Soubise non sostenne la manovra limitandosi a fronteggiare l'ala destra degli anglo-hannoveriani senza impegnarla più di tanto; ciò consentì a Ferdinando di trasferire reparti dalla sua ala destra per puntellare la sua sinistra, lanciando infine un contrattacco che pose in rotta le forze di de Broglie.

## Antefatti
Nel corso della guerra dei sette anni, il teatro bellico della Germania nord-occidentale vide le armate del Regno di Francia tentare a più riprese l'invasione del territorio dell'Elettorato di Hannover, dominio dinastico del re Giorgio II di Gran Bretagna e via per invadere da ovest il Regno di Prussia; i continui attacchi francesi furono fronteggiati da un'armata congiunta di truppe britanniche, hannoveriane, prussiane e di altri Stati tedeschi come il Langraviato d'Assia-Kassel e il Brunswick-Wolfenbüttel al comando del principe Ferdinando di Brunswick-Wolfenbüttel, cognato del re Federico il Grande, in un susseguirsi di manovre e battaglie concentrate prevalentemente nell'area del fiume Weser, con esiti altalenanti.
L'iniziale successo dell'invasione dell'Hannover da parte dei francesi nel giugno-luglio 1757 fu rovesciato dalla vittoria riportata dalle truppe di Ferdinando nella battaglia di Krefeld il 23 giugno 1758; seguirono una serie di operazioni tra l'Assia e l'Hannover occidentale con vittorie e sconfitte per entrambe le parti: i francesi furono vittoriosi a Bergen il 13 aprile 1759 ma subirono una pesante disfatta nella battaglia di Minden il 1º agosto seguente; il 1760 vide la vittoria dei francesi nella battaglia di Corbach il 10 luglio cui rispose il successo degli anglo-tedeschi nella battaglia di Warburg il 31 luglio seguente, ma l'anno si concluse favorevolmente per le armate della Francia che il 15 ottobre inflissero a Ferdinando una dura sconfitta nella battaglia di Kloster Kamp spingendosi a occupare le importanti piazzeforti dei coalizzati di Wesel e Kassel.
Il periodo invernale vedeva di solito una stasi delle operazioni, ma nel febbraio 1761 Ferdinando lanciò inaspettatamente un'offensiva verso le posizioni dei francesi, che furono colti di sorpresa: il 15 febbraio gli anglo-tedeschi inflissero una dura sconfitta ai francesi nella battaglia di Langensalza e iniziarono quindi le operazioni d'assedio per liberare Kassel dall'occupazione nemica. Il contrattacco dei francesi fu coordinato dal maresciallo di Francia Victor-François de Broglie, che il 21 marzo sconfisse gli anglo-tedeschi nella battaglia di Grünberg obbligando il principe Ferdinando ad abbandonare il blocco di Kassel per ritirarsi verso nord.
De Broglie si coordinò con una seconda armata francese agli ordini del maresciallo Carlo di Rohan-Soubise per intrappolare gli anglo-tedeschi di Ferdinando e ottenere finalmente lo scontro decisivo a lungo cercato. All'inizio del luglio 1761 gli anglo-tedeschi del principe Ferdinando erano attestati a sud del fiume Lippe non lontano dalla città di Hamm, a protezione della loro base di Lippstadt; i coalizzati erano piazzati a cavallo del fiume Ahse tra i villaggi di Vellinghausen o Villinghausen a nord (oggi parte della città di Welver) e il villaggio di Hilbeck a sud, lungo una serie di colline protette a nord dal corso del fiume Lippe e a sud dal terreno paludoso del torrente Salzbach. L'uguaglianza di grado rendeva difficili i rapporti tra de Broglie e Soubise, con nessuno dei due disposto a prendere ordini dall'altro; alla fine, i due comandanti concordarono un attacco coordinato alla posizione degli anglo-tedeschi: de Broglie avrebbe assalito frontalmente la sinistra dei coalizzati attaccando nella zona compresa tra il Lippe a nord e l'Ahse a sud, mentre Soubise avrebbe compiuto una manovra aggirante dell'ala destra nemica. L'attacco, previsto per la mattina del 16 luglio, avrebbe visto 90 000 francesi affrontare 65 000 anglo-tedeschi.

## La battaglia

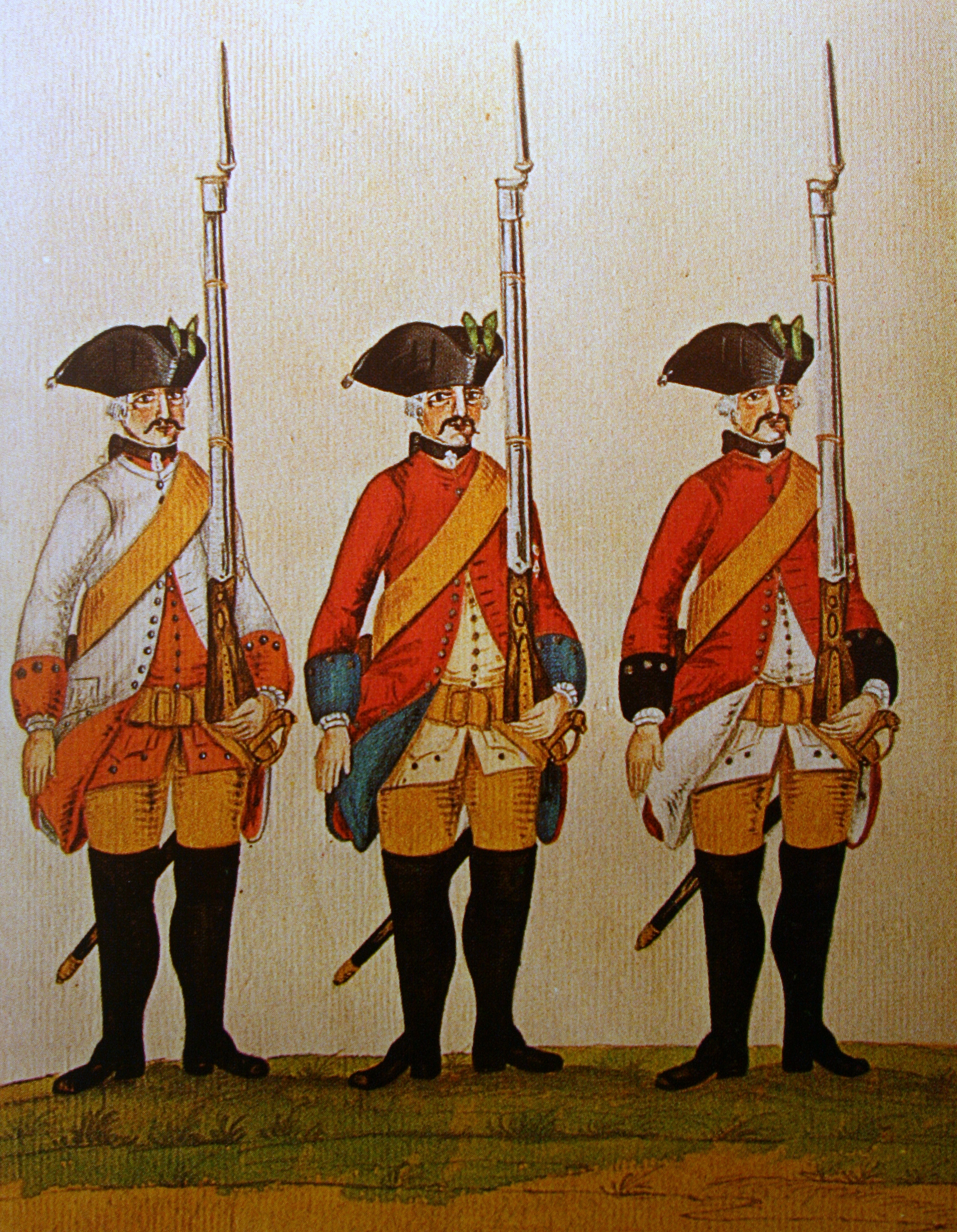
Uniformi della fanteria dell'Elettorato di Hannover nel 1761 in una stampa dell'epoca

La sera del 15 luglio i reparti di de Broglie iniziarono la loro marcia di avvicinamento al villaggio di Vellinghausen. L'area era presidiata dai reparti dell'Assia-Kassel del generale Heinrich Wilhelm von Wutginau, i quali furono colti di sorpresa dalla manovra nemica mentre si trovavano ancora nei loro acquartieramenti: a corto di munizioni, gli assiani furono ben presto battuti e ributtati indietro dalla pressione dei francesi che occuparono così l'abitato di Vellinghausen. Sfruttando questo successo inaspettato, frutto di quella che doveva essere solo una manovra preliminare in vista dell'attacco programmato per il giorno successivo, de Broglie decise di estendere l'azione muovendo all'attacco della grossa collina posta a sud di Vellinghausen, Dünckerburg; qui erano attestati reparti britannici e hannoveriani sotto il comando del generale John Manners, marchese di Granby: benché colti di sorpresa, gli anglo-hannoveriani riuscirono a far fronte all'attacco bloccando l'avanzata dei francesi. I combattimenti proseguirono fino al calare delle tenebre, quando le due parti si attestarono sulle posizioni raggiunte.
Nel corso della notte entrambe le parti fecero affluire rinforzi in prima linea: de Broglie spinse avanti forze fresche con cui rinnovare l'attacco al Dünckerburg la mattina seguente, cui Ferdinando rispose richiamando alcuni reggimenti dislocati a sud dell'Ahse per collocarli sulla sua sinistra, onde ottenere la parità numerica con i francesi che aveva di fronte; questa mossa indebolì notevolmente l'ala destra dei coalizzati a sud dell'Ahse, che si trovava ora in pesante inferiorità numerica davanti all'armata francese di Soubise.
All'alba del 16 luglio de Broglie riprese i suoi attacchi al Dünckerburg, confidando nella manovra aggirante della destra dei coalizzati da parte dell'armata di Soubise; quest'ultimo tuttavia mantenne un atteggiamento cauto, limitandosi a lanciare un attacco con forze ridotte al villaggio di Scheidingen, centro dell'ala destra anglo-tedesca, ma senza impegnare il grosso delle sue truppe che rimase di fatto inattivo per tutta la durata della battaglia. Sull'ala sinistra degli anglo-tedeschi invece i combattimenti infuriarono per tutto il giorno con alterne vicende, finché un reparto fresco di hannoveriani sotto il generale Wolff non arrivò dalla sponda nord del Lippe per lanciare un attacco contro la destra di de Broglie; la manovra colse i francesi mentre si stavano riorganizzando dopo un nuovo fallito attacco al Dünckerburg, mandandoli in confusione: il principe Ferdinando colse quindi l'opportunità per lanciare al contrattacco gli anglo-tedeschi di Granby, infrangendo il fronte nemico e inducendo de Broglie a ordinare la ritirata.
Il ripiegamento francese si svolse nel disordine, con molti uomini caduti prigionieri del nemico; per mezzogiorno, la battaglia si era conclusa con un chiaro successo per gli anglo-tedeschi.

## Conseguenze

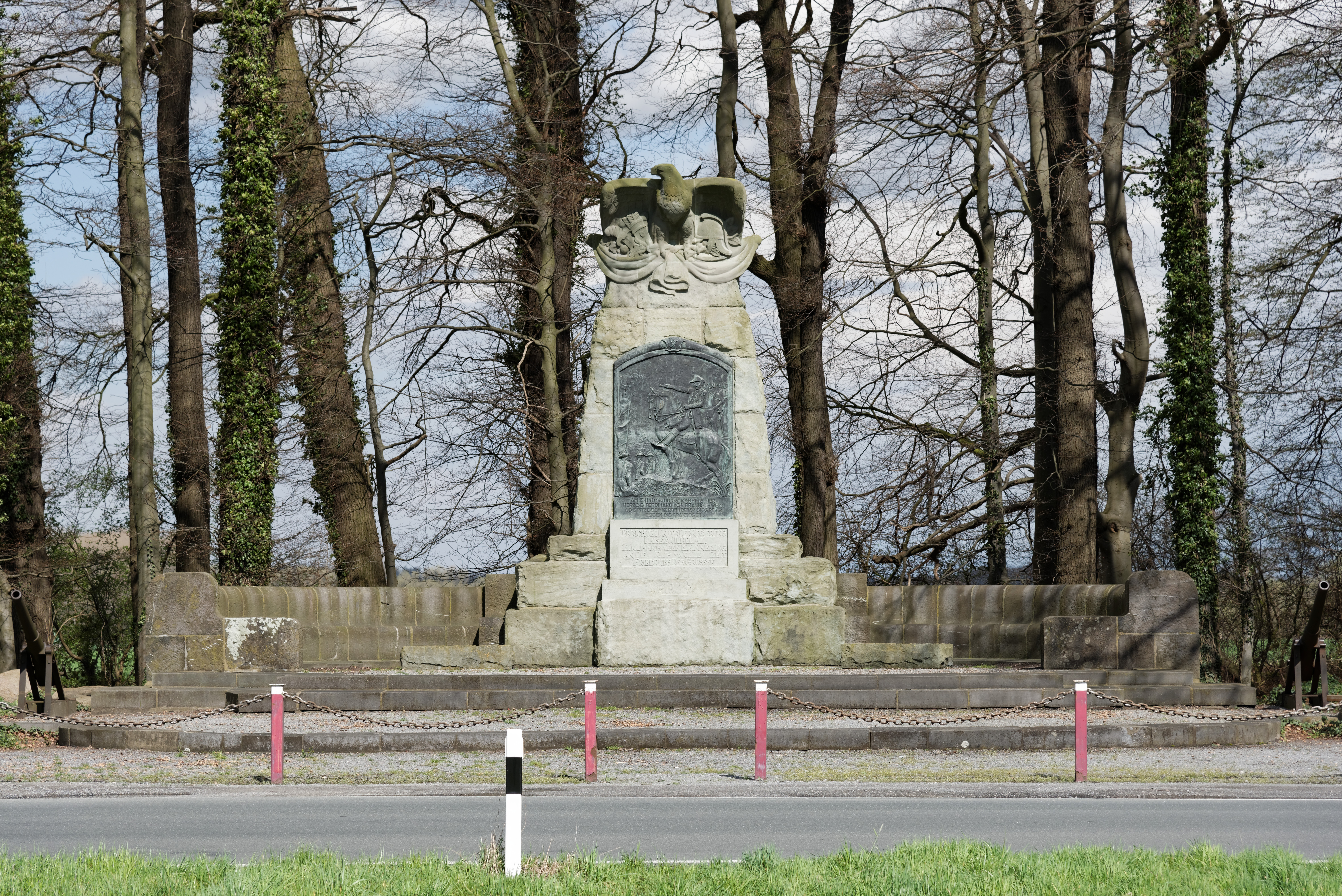
Il moderno monumento dedicato alla battaglia

La battaglia di Vellinghausen costò ai francesi circa 5 000 perdite tra morti, feriti e prigionieri (4 700 nei ranghi dell'armata di de Broglie e solo 300 in quella di Soubise, a riprova della passività di quest'ultimo nel corso dello scontro); le perdite per gli anglo-tedeschi di Ferdinando ammontarono invece a 1 400 tra morti e feriti. Lo stesso Ferdinando non si era ben reso conto di aver ottenuto una vittoria sul nemico, e non impiegò la sua cavalleria per inseguire da presso le armate francesi in ritirata; ad ogni modo, la sconfitta fece riesplodere i contrasti in seno al comando francese: de Broglie e Soubise si rinfacciarono l'un l'altro la colpa della disfatta, ponendo di fatto fine alla loro già precaria collaborazione. Questo nuovo insuccesso fece cadere in disgrazia i due marescialli, e i francesi giunsero alla conclusione che una vittoria campale sugli anglo-hannoveriani fosse difficile da ottenere e che in futuro si dovesse evitare altri scontri con Ferdinando.
L'incapacità dei francesi di organizzare una nuova offensiva consegnò l'iniziativa nelle mani di Ferdinando: il 24 giugno 1762 gli anglo-hannoveriani ottennero un successo definitivo vincendo la battaglia di Wilhelmsthal, vittoria che consentì un nuovo assedio di Kassel la quale capitolò nelle mani di Ferdinando nel novembre seguente. Il trattato di Parigi del 10 febbraio 1763, conclusivo del conflitto, impose quindi la completa restituzione dei restanti territori dell'Assia e dell'Hannover ancora controllati dai francesi.